# Merseyside Centurions
I Merseyside Centurions sono stati una squadra di football americano di Liverpool, in Gran Bretagna. Fondati nel 1987, hanno vinto un Britbowl. Hanno chiuso nel 1991.

## Dettaglio stagioni

### Tornei nazionali

#### Campionato

##### BGFL Premiership
| Stagione | regular season | regular season | regular season | regular season | regular season | regular season | playoff | playoff | playoff | playoff | playoff | playoff   | playoff            |
|          | Vin            | Par            | Per            | Tot            | PF             | PS             | Vin     | Per     | Tot     | PF      | PS      | risultato | avversaria         |
| -------- | -------------- | -------------- | -------------- | -------------- | -------------- | -------------- | ------- | ------- | ------- | ------- | ------- | --------- | ------------------ |
| 1987     | 6              | 0              | 0              | 6              | 290            | 48             | 2       | 0       | 2       | 48      | 25      | Campioni  | Leicester Huntsmen |
| 1988     | 10             | 0              | 0              | 10             | 452            | 24             | 3       | 1       | 4       | 200     | 54      | BritBowl  | Woking Generals    |
| Totale   | 16             | 0              | 0              | 16             | 742            | 72             | 5       | 1       | 6       | 248     | 79      |           |                    |

Fonti: Enciclopedia del Football - A cura di Roberto Mezzetti

### Riepilogo fasi finali disputate
| Anno           | Luogo     | Evento           | Fase del torneo | Incontro                                   | Risultato |
| 23 agosto 1987 | Leicester | BGFL Premiership | BritBowl        | Merseyside Centurions - Leicester Huntsmen | 20 - 16   |
| 23 agosto 1988 | Londra    | BGFL Premiership | BritBowl        | Merseyside Centurions - Woking Generals    | 14 - 20   |

## Palmarès
- 1 BritBowl (1987)